# Preakness Stakes

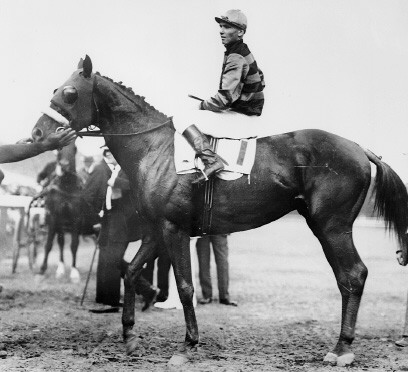
Sir Barton, zwycięzca Preakness Stakes w 1919 roku

Preakness Stakes – gonitwa konna typu derby rozgrywana corocznie od 1873 roku w trzecią sobotę maja na torze Pimlico Race Course w mieście Baltimore, stanie Maryland, w Stanach Zjednoczonych.
W swojej historii gonitwa była rozgrywana na siedmiu różnych dystansach. Od 1925 roku gonitwa rozgrywana jest na skróconym dystansie 1 i 3/16 mili (1,9 km).
Preakness Stakes razem z odbywającymi się dwa tygodnie wcześniej Kentucky Derby i trzy tygodnie później Belmont Stakes określane są wspólnie jako Potrójna Korona (ang. Triple Crown) wyścigów konnych w Stanach Zjednoczonych.

## Rekordy

### Rekordy szybkości[2]
- 1973 – Secretariat – 1.53.00 min
- 2020 - Swiss Skydiver - 1:53.28
- 1985 - Tank’s Prospect - 1:53 2/5
- 1996 - Louis Quatorze - 1:53.43
- 2007 – Curlin – 1.53.46 min

### Rekordy uzyskanej przewagi nad stawką (w długościach)[3]
- 2004 – Smarty Jones – 11½ długości
- 1873 – Survivor – 10 długości

## Klacze w historii Preakness[4]
- 2020 - Swiss Skydiver[5]
- 2009 – Rachel Alexandra (1:55.08 min)
- 1924 – Nellie Morse (1:57.20 min)
- 1915 – Rhine Maiden (1:58.00 min)
- 1906 – Whimsical (1:45.00 min)
- 1903 – Flocarline (1:44.80 min)